# Cheryl Tiegs
Cheryl Rae Tiegs (Breckenridge, Minnesota, 25 de setembro de 1947) é uma supermodelo americana.
Cheryl Tiegs foi capa de centenas de revistas, entre as quais Sports Illustrated Swimsuit Issue, Glamour, Elle, TIME, Harper's Bazaar e Vogue, entre muitas outras.
Tiegs foi uma modelo de referência da conceituada revista americana Sports Illustrated Swimsuit Issue durante os anos 1970 e 80. Em 2004, foi convidada para a edição especial comemorativa do 40º aniversário, posando junto das principais modelos que fizeram a história e o sucesso da revista, Christie Brinkley, Heidi Klum, Valéria Mazza, Elle Macpherson, Tyra Banks, Rachel Hunter, Stacey Williams, Paulina Porizkova, Vendela Kirsebom e Roshumba Williams. (Foto Hall of Fame)